# مركز الملك سلمان لأبحاث الإعاقة
مركز الملك سلمان لأبحاث الإعاقة (KSCDR) هو مركز غير ربحي في المملكة العربية السعودية. يقوم بعمل ودعم المختبرات والبحوث الميدانية عن الإعاقة ومسبباتها وطرق التصدي لها، بالإضافة إلى تحسين ظروف ذوي الإعاقة وتقديم بيئة مناسبة لهم تمكنهم من المشاركة في بناء المجتمع، أسسه الملك سلمان بن عبدالعزيز آل سعود في عام 1991، ومقره الرياض.

## تاريخ
تم تسمية المركز تكريماً لخادم الحرمين الشريفين الملك سلمان بن عبد العزيز آل سعود. وقد تأسست في عام 1992 من قبل صاحب السمو الملكي الأمير سلطان بن سلمان بن عبد العزيز آل سعود لتكملة جمعية الأطفال المعوقين (دي سي إيه)، وهي منظمة موجهة نحو الخدمة للأطفال الذين يعيشون مع الإعاقة في المملكة العربية السعودية. وقد تم تمويله جزئيًا من قبل الشيخ حسن عناني.

## الأنشطة

### برنامج فحص حديثي الولادة
في عام 2005 أطلق مركز الملك سلمان لأبحاث الإعاقة التخصصي برنامج فحص حديثي الولادة بالشراكة مع وزارة الصحة ومستشفى الملك فيصل التخصصي ومركز الأبحاث والعديد من المستشفيات التابعة لوزارة الصحة في المملكة العربية السعودية. حيث يقوم البرنامج بفحص 16 نوعًا مختلفًا من الاضطرابات الأيضية والغدد الصماء الوراثية ويبلغ متوسطه أكثر من 170.000 فحصًا سنويًا.

### إمكانية الوصول العالمية
في عام 2010 نشر مركز الملك سلمان لأبحاث الإعاقة المبادئ التوجيهية للوصول الشامل كجزء من حملته لتقديم مفهوم الوصول الشامل في المملكة العربية السعودية.

### صعوبات التعلم
يقدم مركز الملك سلمان لأبحاث الإعاقة ورش عمل تدريبية داخل المدرسة للمعلمين لمساعدتهم في التعرف على الطلاب الذين يعانون من صعوبات التعلم وتعليمهم. ويتعاون مع مركز تقويم وتعليم الطفل في الكويت ومع خبراء محليين ودوليين لتطوير أدوات تقييم موحدة لصعوبات التعلم باللغة العربية. وفي عام 2012 أقام KSCDR شراكة مع خدمات التعليم ماكجرو هيل لتطوير برامج تعليمية تفيد الطلاب الذين يعانون من صعوبات التعلم.

### أبحاث
يسعى مركز الملك سلمان لأبحاث الإعاقة بشكل نشط إلى متابعة عدد من مواضيع البحث. وتشمل هذه الأبحاث في مجال ضعف البصر وضعف الكلام والتوحد والصحة العقلية.

## اختصاصاته
- توفير الأدوات اللازمة لعمل بحوث علمية في كافة مجالات الإعاقة.
- المساهمة في تشجيع عمل الأبحاث العلمية في هذا المجال.[16]
- دعم الباحثين بعمل مؤتمرات وورش عمل متخصصة.
- التعاون مع الجهات الرسمية لتطوير برامج الوقاية والحد من الإعاقة.
- الاهتمام بذوي الإعاقة وتطوير أحوالهم.
- تبني براءات الاختراع في مجال الإعاقة، ودعم أصحابها.[4]

## جائزة الملك سلمان بن عبد العزيز لأبحاث الإعاقة
في ديسمبر 2010 أنشأ مركز الملك سلمان لأبحاث الإعاقة جائزة الملك سلمان لأبحاث الإعاقة للاعتراف بالمساهمات المهمة والتأثير الذي أحدثه الأفراد و/أو المنظمات في مجال الإعاقة. وهي جائزة يقدمها مركز الملك سلمان لأبحاث الإعاقة معترف بها عالميًا، وتقام كل عامين برعاية الملك سلمان بن عبدالعزيز آل سعود تعطى للأشخاص الذين عملوا على تطور البحث العلمي في مجال الإعاقة، وتكون عبارة عن:
- شهادة تحمل اسم الفائز.
- ملخص عن العمل الذي ساهم في حصوله على الجائزة.
- ميدالية تقديرية.
- مبلغ مالي قدره 500,000 ريال سعودي.[18][19][20]

### الترشيحات
يتم قبول الترشيحات من المنظمات والجمعيات والوكالات البحثية والعلمية المحلية والإقليمية والدولية التي تتعامل مع الأفراد ذوي الإعاقة، والأقسام الأكاديمية والكليات والجامعات. لا يتم قبول الترشيحات من الأفراد.

### المجالات
يتم منح الجائزة في المجالات الثلاثة الرئيسية التالية للإعاقة:
1. العلوم الصحية والطبية.
2. العلوم التعليمية والتربوية.
3. العلوم التأهيلية والاجتماعية.

### قيمة الجائزة
يتلقى الفائزون بالجوائز في مجالاتهم المعنية ما يلي:
1. شهادة تحمل اسم الفائز بالإضافة إلى ملخص للعمل الذي نال من خلاله الجائزة.
2. وسام فخري.
3. مبلغ خمسمائة ألف ريال سعودي (حوالي 133.450 دولار أمريكي)

## التقديرات
حصل مركز الملك سلمان لأبحاث الإعاقة على جائزة شايو "Chaillot" من الاتحاد الأوروبي في عام 2011 لعملها في مجال حماية حقوق الأشخاص ذوي الإعاقة.
كما حصل مركز الملك سلمان لأبحاث السرطان على جائزة الشيخ حمدان بن راشد آل مكتوم لأفضل كلية/مؤسسة أو مركز طبي في العالم العربي لعام 2011-2012.

## الرؤساء التنفيذيون
1. سلطان بن تركي السديري (2004 - 2019)
2. علا محي الدين أبو سكر (2019 - 2021)[25]

## وصلات خارجية
- الموقع الرسمي